# ليان راسيل
ليان راسيل (بالإنجليزية: Liane Russell)‏ هي عالم حيوانات وعالمة وراثة أمريكية، ولدت في 27 أغسطس 1923 في فيينا في النمسا.